# Мешэм, Абигейл
Абигейл Мешэм, баронесса Мешэм (Эбигайл Мэшем; урожд. Хилл) — английская придворная, фаворитка королевы Анны и двоюродная сестра Сары, герцогини Мальборо.

## Биография
Абигейл Хилл была дочерью лондонского торговца Фрэнсиса Хилла и Элизабет Хилл (урождённая Дженнингс). Элизабет Хилл была тётей Сары Дженнингс (позже — герцогиня Мальборо). Семья Абигейл оказалась в бедственном положении из-за спекуляций её отца, и Абигейл была вынуждена работать служанкой сэра Джона Риверса из Кента.
Абигейл подружилась со своей старшей кузиной Сарой Дженнингс (впоследствии герцогиней Черчилль), фрейлиной принцессы Анны.
Сара Черчилль, герцогиня Мальборо взяла Абигейл в своё домашнее хозяйство в Сент-Олбанс. После того, как принцесса Анна стала в 1702 году королевой Англии, Абигейл получила назначение при королевском дворе примерно в 1704 году.

## Фаворитка
В 1704 году стала чувствоваться значительная разница между Сарой, сторонницей вигов и кампании лорда Мальборо в «Войне за испанское наследство», и Анной (как и Абигайл), сторонницей тори.
Вскоре Абигейл Хилл начала оттеснять свою могущественную родственницу. Первое свидетельство о том, что Сара Черчилль, герцогиня Мальборо заметила растущее влияние своей протеже проявилось летом 1707 года: королева присутствовала на свадьбе Абигейл Хилл и Сэмюэла Мешэма, придворного джентльмена.
Усиление влияния Абигейл было отмечено в 1710 году, когда королева вынудила герцога Мальборо, вопреки его воле, дать важное назначение полковнику Джону Хиллу, брату Абигейл. Сандерленд, Годольфин и другие министры от партии вигов были вскоре отстранены от  должностей, в том числе и под влиянием Абигейл, чтобы освободить место для Харли и Болингброка.
В следующем году, герцогиня Мальборо Сара была отстранена от двора. Абигейл, теперь леди Мэшем, заняла своё место Хранителя частной казны. В 1711 году министры, стремясь опорочить герцога Мальборо и заключить Утрехтский мир, обеспечили своё положение в Палате лордов, назначив двенадцать новых пэров. Одним из них был Сэмюэл Мэшем, муж Абигейл, получил титул барона Мэшема.
Вскоре Абигейл поссорилась с Харли, который теперь был известен как лорд Оксфорд и Мортимер, и стала поощрять растущее отвращение королевы к своему министру. Колебания Харли между якобитами и сторонниками ганноверской преемственности короны, вероятно, усилили противодействие Абигейл, которая теперь активно поддерживала якобитскую партию, возглавляемую лордом Болингброком и Фрэнсисом Аттербери.
27 июля 1714 года королева Анна уволила лорда Оксфорда с поста Лорда-Верховного казначея, а вскоре назначила на эту должность герцога Шрусбери. 1 августа 1714 года Анна умерла в возрасте 49 лет.
После смерти Анны в 1714 году Абигейл Мэшем и её муж Сэмюэл были выселены из дворца. Абигейл ушла на покой и тихо жила в своём загородном доме Отес до своей смерти в 1734 году. Сэмюэл купил усадьбу недалеко от Виндзора. Они не бедствовали.

Абигейл похоронена на кладбище Всех Святых в деревне Хай-Лейвер в Эссексе.

## В культуре
Абигейл Мешэм выведена как персонаж в пьесе Эжена Скриба «Стакан воды» и снятом по её сюжету одноимённом советском телефильме 1979 года и одноимённом фильме-спектакле 1957 года по постановке Малого театра. Она также показана в сериале BBC «Первые Черчилли» 1969 года и в фильме «Фаворитка» 2018 года.